# John-Patrick Smith
Pour les articles homonymes, voir Smith.
John-Patrick Smith, né le 24 janvier 1989 à Townsville, est un joueur de tennis professionnel australien.

## Carrière
Principalement actif dans les tournois Challenger, il y a remporté deux titres en simple (Winnetka en 2012 et Drummondville en 2015) et vingt-deux en double.
Il atteint la finale du tournoi ATP en double à Newport en 2017 avec son compatriote Matt Reid, avant de s'incliner contre Aisam-Ul-Haq Qureshi et Rajeev Ram (4-6, 6-4, [7-10]).
Lors de l'US Open 2017, il accède pour la première fois aux quarts de finale d'un tournoi du Grand Chelem en double avec Nicholas Monroe après avoir écarté quelques spécialistes du double dont les duos Jonathan Eysseric - Franko Škugor, Rogério Dutra Silva - Paolo Lorenzi avant de profiter de l'exclusion de Fabio Fognini en huitièmes de finale. Ils s'inclinent au tour suivant face à la paire 1re tête de série formée par Henri Kontinen et John Peers en 2 sets (3-6, 4-6). Ce beau parcours lui permet de se hisser au 52e rang mondial du classement de l'ATP, son meilleur classement en carrière en double, atteint le 11 septembre 2017.
En 2018, avec Nicholas Monroe, il atteint la finale du tournoi de Delray Beach puis remporte son premier titre ATP en juillet à Atlanta.

## Palmarès

### Titres en double messieurs
| No | Date       | Nom et lieu du tournoi                                       | Catégorie | Dotation  | Surface      | Partenaire       | Finalistes                               | Score             |          |
| -- | ---------- | ------------------------------------------------------------ | --------- | --------- | ------------ | ---------------- | ---------------------------------------- | ----------------- | -------- |
| 1  | 23-07-2018 | BB&T Atlanta Open Atlanta                                    | ATP 250   | 668 460 $ | Dur (ext.)   | Nicholas Monroe  | Ryan Harrison Rajeev Ram                 | 3-6, 7-65, [10-8] | Parcours |
| 2  | 31-03-2025 | Fayez Sarofim & Co. US Men's Clay Court Championship Houston | ATP 250   | 680 140 $ | Terre (ext.) | Fernando Romboli | Federico Agustín Gómez Santiago González | 6-1, 6-4          | Parcours |

### Finales en double messieurs
| No | Date       | Nom et lieu du tournoi                      | Catégorie | Dotation  | Surface      | Vainqueurs                        | Partenaire      | Score              |          |
| -- | ---------- | ------------------------------------------- | --------- | --------- | ------------ | --------------------------------- | --------------- | ------------------ | -------- |
| 1  | 17-07-2017 | Dell Technologies Hall of Fame Open Newport | ATP 250   | 535 625 $ | Gazon (ext.) | Aisam-Ul-Haq Qureshi Rajeev Ram   | Matt Reid       | 6-4, 4-6, [10-7]   | Parcours |
| 2  | 19-02-2018 | Delray Beach Open Delray Beach              | ATP 250   | 556 010 $ | Dur (ext.)   | Jack Sock Jackson Withrow         | Nicholas Monroe | 4-6, 6-4, [10-8]   | Parcours |
| 3  | 22-02-2021 | Singapore Tennis Open Singapour             | ATP 250   | 541 800 $ | Dur (ext.)   | Sander Gillé Joran Vliegen        | Matthew Ebden   | 6-2, 6-3           | Parcours |
| 4  | 31-01-2022 | Tata Open Maharashtra Pune                  | ATP 250   | 430 530 $ | Dur (ext.)   | Rohan Bopanna Ramkumar Ramanathan | Luke Saville    | 106-7, 6-3, [10-6] | Parcours |

### Finale en double mixte
| No | Date       | Nom et lieu du tournoi    | Catégorie | Dotation   | Surface    | Vainqueurs                    | Partenaire   | Score     |          |
| -- | ---------- | ------------------------- | --------- | ---------- | ---------- | ----------------------------- | ------------ | --------- | -------- |
| 1  | 18-01-2019 | Australian Open Melbourne | G. Chelem | 500 000 A$ | Dur (ext.) | Barbora Krejčíková Rajeev Ram | Astra Sharma | 7-63, 6-1 | Parcours |

## Parcours dans les tournois duGrand Chelem

### En simple
| Année | Open d'Australie | Open d'Australie | Internationaux de France | Internationaux de France | Wimbledon       | Wimbledon      | US Open         | US Open         |
| ----- | ---------------- | ---------------- | ------------------------ | ------------------------ | --------------- | -------------- | --------------- | --------------- |
| 2013  | 1er tour (1/64)  | João Sousa       | —                        | —                        | —               | —              | —               | —               |
|       |                  |                  |                          |                          |                 |                |                 |                 |
| 2015  | —                | —                | —                        | —                        | 1er tour (1/64) | K. de Schepper | 1er tour (1/64) | Mikhail Youzhny |
|       |                  |                  |                          |                          |                 |                |                 |                 |
| 2017  | —                | —                | —                        | —                        | —               | —              | 1er tour (1/64) | Thomas Fabbiano |
| 2018  | —                | —                | —                        | —                        | 1er tour (1/64) | Andreas Seppi  | —               | —               |
|       |                  |                  |                          |                          |                 |                |                 |                 |
| 2020  | 1er tour (1/64)  | Guido Pella      | —                        | —                        | n.o.            | n.o.           | —               | —               |

N.B. : à droite du résultat se trouve le nom de l'ultime adversaire.

### En double messieurs
| Année | Open d'Australie                                                                       | Open d'Australie                                                                        | Internationaux de France                                                             | Internationaux de France                                                                 | Wimbledon                                                                         | Wimbledon | US Open | US Open |
| ----- | -------------------------------------------------------------------------------------- | --------------------------------------------------------------------------------------- | ------------------------------------------------------------------------------------ | ---------------------------------------------------------------------------------------- | --------------------------------------------------------------------------------- | --------- | ------- | ------- |
| 2012  | 1er tour (1/32) Greg Jones \|\| style="text-align:left;" \| L. Paes R. Štěpánek        | —                                                                                       | —                                                                                    | —                                                                                        | —                                                                                 | —         | —       |         |
| 2013  | 2e tour (1/16) John Peers \|\| style="text-align:left;" \| S. Stakhovsky M. Youzhny    | 1er tour (1/32) M. Matosevic \|\| style="text-align:left;" \| D. de Veigy F. Serra      | 2e tour (1/16) Paul Hanley \|\| style="text-align:left;" \| A. Peya Bruno Soares     | 1er tour (1/32) Paul Hanley \|\| style="text-align:left;" \| F. Fognini A. Ramos         |                                                                                   |           |         |         |
| 2014  | 1er tour (1/32) Sam Groth \|\| style="text-align:left;" \| M. Granollers Marc López    | —                                                                                       | —                                                                                    | 2e tour (1/16) J. Marray \|\| style="text-align:left;" \| J. S. Cabal M. Matkowski       | 1er tour (1/32) A. Krajicek \|\| style="text-align:left;" \| B. Klahn Tim Smyczek |           |         |         |
| 2015  | 2e tour (1/16) O. Jasika \|\| style="text-align:left;" \| Jamie Murray John Peers      | —                                                                                       | —                                                                                    | —                                                                                        | —                                                                                 | —         | —       |         |
| 2016  | 1er tour (1/32) Luke Saville \|\| style="text-align:left;" \| H. Kontinen John Peers   | —                                                                                       | —                                                                                    | —                                                                                        | —                                                                                 | —         | —       |         |
| 2017  | 1er tour (1/32) Matt Reid \|\| style="text-align:left;" \| Sam Groth C. Guccione       | —                                                                                       | —                                                                                    | 2e tour (1/16) Matt Reid \|\| style="text-align:left;" \| N. Monroe Artem Sitak          | 1/4 de finale N. Monroe \|\| style="text-align:left;" \| H. Kontinen John Peers   |           |         |         |
| 2018  | 1er tour (1/32) N. Monroe \|\| style="text-align:left;" \| N. Kyrgios Matt Reid        | 1er tour (1/32) N. Monroe \|\| style="text-align:left;" \| S. Johnson Jack Sock         | 1er tour (1/32) N. Monroe \|\| style="text-align:left;" \| B. McLachlan J.-L. Struff | 1er tour (1/32) N. Monroe \|\| style="text-align:left;" \| P.H. Herbert Nicolas Mahut    |                                                                                   |           |         |         |
| 2019  | 1er tour (1/32) L. Hewitt \|\| style="text-align:left;" \| M. Daniell W. Koolhof       | 1er tour (1/32) M. Ebden \|\| style="text-align:left;" \| J. S. Cabal Robert Farah      | 2e tour (1/16) Ken Skupski \|\| style="text-align:left;" \| Robin Haase F. Nielsen   | 1er tour (1/32) J. Thompson \|\| style="text-align:left;" \| Nikola Mektić Franko Škugor |                                                                                   |           |         |         |
| 2020  | 1er tour (1/32) Daniel Evans \|\| style="text-align:left;" \| Rajeev Ram Joe Salisbury | —                                                                                       | —                                                                                    | n.o.                                                                                     | n.o.                                                                              | —         | —       |         |
| 2021  | 1/4 de finale M. Ebden \|\| style="text-align:left;" \| Ivan Dodig Filip Polášek       | 1er tour (1/32) M. Ebden \|\| style="text-align:left;" \| Robin Haase J.-L. Struff      | 2e tour (1/16) M. Ebden \|\| style="text-align:left;" \| Ariel Behar G. Escobar      | 1er tour (1/32) L. Saville \|\| style="text-align:left;" \| R. Berankis Benoît Paire     |                                                                                   |           |         |         |
| 2022  | 1er tour (1/32) L. Saville \|\| style="text-align:left;" \| John Peers Filip Polášek   | —                                                                                       | —                                                                                    | 2e tour (1/16) P. Martínez \|\| style="text-align:left;" \| W. Koolhof Neal Skupski      | —                                                                                 | —         |         |         |
| 2023  | 1er tour (1/32) A. Bublik \|\| style="text-align:left;" \| W. Koolhof N. Skupski       | 1er tour (1/32) C. Eubanks \|\| style="text-align:left;" \| J. Eysseric H. Mayot        | —                                                                                    | —                                                                                        | —                                                                                 | —         |         |         |
| 2024  | 2e tour (1/16) A. Mies \|\| style="text-align:left;" \| M. Granollers H. Zeballos      | 1er tour (1/32) D. Molchanov \|\| style="text-align:left;" \| P. Tsitsipás S. Tsitsipás | 1/8 de finale A. Mies \|\| style="text-align:left;" \| M. Purcell J. Thompson        | 2e tour (1/16) A. Mies \|\| style="text-align:left;" \| M. Purcell J. Thompson           |                                                                                   |           |         |         |

N.B. : le nom du partenaire se trouve sous le résultat ; les noms des ultimes adversaires se trouvent à droite.

### En double mixte
| Année | Open d'Australie                                                                       | Open d'Australie         | Internationaux de France | Internationaux de France                                                                   | Wimbledon                   | Wimbledon                   | US Open | US Open |
| ----- | -------------------------------------------------------------------------------------- | ------------------------ | ------------------------ | ------------------------------------------------------------------------------------------ | --------------------------- | --------------------------- | ------- | ------- |
| 2013  | 1er tour (1/16) C. Dellacqua                                                           | Hlaváčková D. Bracciali  | —                        | —                                                                                          | —                           | —                           | —       | —       |
| 2014  | 1er tour (1/16) O. Rogowska                                                            | A. Barty John Peers      | —                        | —                                                                                          | —                           | —                           | —       | —       |
|       |                                                                                        |                          |                          |                                                                                            |                             |                             |         |         |
| 2017  | 1er tour (1/16) Ar. Rodionova                                                          | B. Mattek Mike Bryan     | —                        | —                                                                                          | 1er tour (1/32) S. Stephens | M. J. Martínez M. Demoliner | —       | —       |
| 2018  | 1er tour (1/16) Ar. Rodionova \|\| style="text-align:left;" \| Vania King F. Škugor    | —                        | —                        | 1er tour (1/32) D. Gavrilova                                                               | R. Voráčová J. Cerretani    | —                           | —       |         |
| 2019  | Finale Astra Sharma                                                                    | B. Krejčíková Rajeev Ram | —                        | —                                                                                          | —                           | —                           | —       | —       |
| 2020  | 1/2 finale Astra Sharma \|\| style="text-align:left;" \| B. Mattek-Sands Jamie Murray  | n.o.                     | n.o.                     | n.o.                                                                                       | n.o.                        | n.o.                        | n.o.    |         |
| 2021  | 1er tour (1/16) Astra Sharma \|\| style="text-align:left;" \| Iga Świątek Łukasz Kubot | —                        | —                        | 1er tour (1/32) C. McNally \|\| style="text-align:left;" \| A. Rodionova Andrei Vasilevski | —                           | —                           |         |         |
|       |                                                                                        |                          |                          |                                                                                            |                             |                             |         |         |
| 2025  | Finale K. Birrell                                                                      | O. Gadecki J. Peers      |                          |                                                                                            |                             |                             |         |         |

N.B. : le nom de la partenaire se trouve sous le résultat ; les noms des ultimes adversaires se trouvent à droite.

## Parcours dans lesMasters 1000
| Année | Indian Wells         | Miami | Monte-Carlo | Madrid | Rome | Canada | Cincinnati          | Shanghai | Paris |
| ----- | -------------------- | ----- | ----------- | ------ | ---- | ------ | ------------------- | -------- | ----- |
| 2014  | 1er tour Robin Haase | —     | —           | —      | —    | —      | —                   | —        | —     |
|       |                      |       |             |        |      |        |                     |          |       |
| 2017  | —                    | —     | —           | —      | —    | —      | 1er tour R. Gasquet | —        | —     |

N.B. : sous le résultat se trouve le nom de l’ultime adversaire.

## Classements ATP en fin de saison
| Année          | 2008 | 2009 | 2010 | 2011 | 2012 | 2013 | 2014 | 2015 | 2016 | 2017 | 2018 | 2019 | 2020 | 2021 | 2022 | 2023 |
| Rang en simple | 1148 | –    | –    | 441  | 246  | 222  | 201  | 129  | 232  | 221  | 200  | 310  | 313  | 390  | –    | 1485 |
| Rang en double | 952  | 1128 | –    | 584  | 105  | 73   | 82   | 265  | 79   | 68   | 82   | 92   | 105  | 67   | 85   | 78   |

Source : (en) Classements de John-Patrick Smith sur le site officiel de la Fédération internationale de tennis